# Erika Skofca
Erika Skofca (Tolmezzo, 4 novembre 1998) è una rugbista a 15 italiana, pilone del Valsugana dal 2019.

## Biografia
Cresciuta a Pontebba, Erika Skofca, insieme a sua sorella Jennifer, era inizialmente dedita allo sci alpino.
Si avvicinò al rugby a Tarvisio quando, per mantenersi in allenamento, iniziò a giocare incontri sia su prato tradizionale che su neve, e disputò tornei in Austria finché, nel 2016, entrò in prima squadra nelle Red Panthers, la sezione femminile del Benetton; nel 2017 si trasferì all'Oban Lorne.
Al primo anno, giocato nel ruolo di tre quarti centro, si aggiudicò con il club scozzese il Women's Bowl battendo Garioch in finale, e nel 2019 tornò in Italia al Valsugana.
Fu convocata in nazionale femminile in occasione del Sei Nazioni 2020 ma il debutto avvenne in occasione dei recuperi di tale torneo disputatisi in autunno per via della sospensione delle attività dovute alla pandemia di COVID-19: Skofca scese in campo per la prima volta a Dublino contro l'Irlanda il 24 ottobre e, meno di sei mesi più tardi, disputò anche l'edizione 2021 del Sei Nazioni.

## Palmarès
- Campionati italiani: 1
Valsugana: 2021-22